# Publius Cornelius Scipio Aemilianus
För andra betydelser, se Scipio.

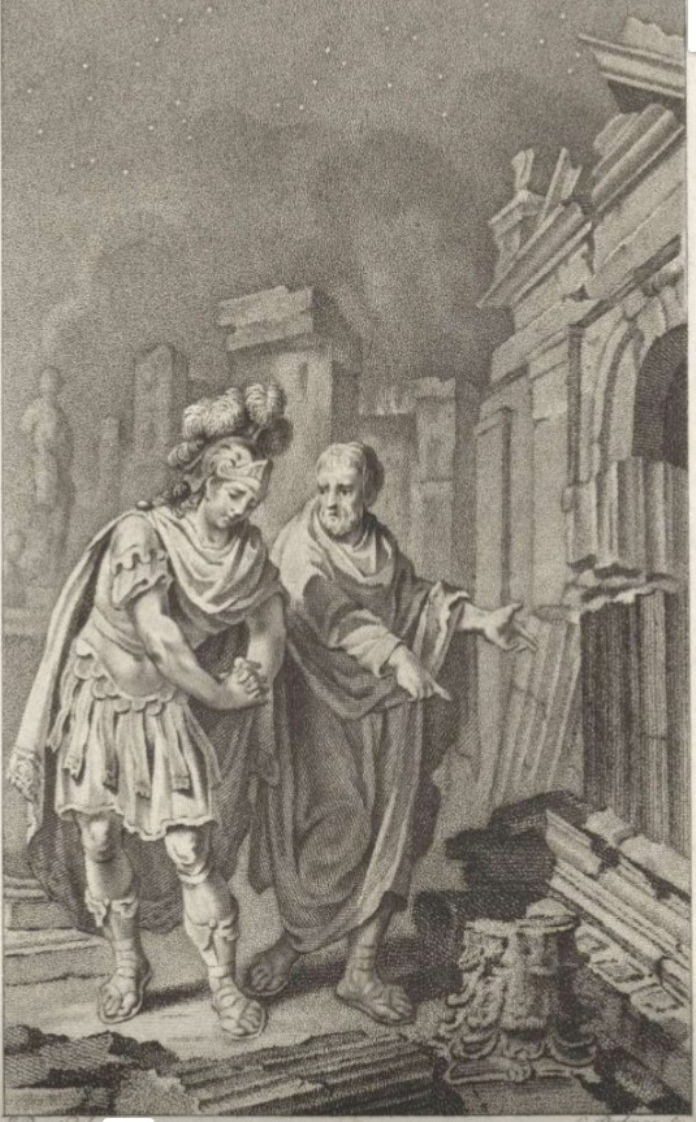
Teckning som föreställer Scipio Aemilianus framför Kartagos ruiner 146 f.Kr. tillsammans med sin vän Polybius.
Gravyr från 1797.

Publius Cornelius Scipio Aemilianus Africanus Numantinus (kallad Africanus minor eller Scipio den yngre), född 189 f.Kr., död 129 f.Kr., var en romersk fältherre. Han var biologisk son till fältherren Lucius Aemilius Paullus men adoptivson till Publius Cornelius Scipio, vars namn han antog som sina. Publius Cornelius Scipio var den äldste sonen till den berömde fältherren Scipio Africanus, Hannibals besegrare, som dog 183 f.Kr..
Efter att framgångsrikt ha kämpat i Makedonien och Spanien tog Scipio Aemilianus del i tredje puniska kriget. Där fick han snart överta befälet för de romerska styrkorna i kriget mot Kartago, som det blev hans uppgift att efter ett förtvivlat motstånd bringa till fullständig undergång 146 f.Kr.. I sin ungdom hade han genom umgänge med hävdatecknaren Polybios och andra i Rom sig uppehållande greker insupit den hellenska andan och skulle gärna ha skonat det besegrade Kartago, om ej hans landsmäns avundsjuka ovillkorligen fordrat dess utplånande från jorden.
På Karthagos ruiner ska Scipio enligt Polybios ha fällt tårar över fiendernas öde och tänkt på lyckans obeständighet, som gudomen satt som ett hotande öde för folk, städer och riken. Han ska ha dragit sig till minnes Hektors ord i Iliaden:
| ” | En gång kommer den dag, då det heliga Ilion faller, Priamos själv och Priamos folk, lanskunnige kungens. | „ |

En annan seger, som kostade Scipio nästan lika stor möda, var erövringen av staden Numantia 133 f.Kr. Hans uppträdande på aristokratins sida i de av Graccherna inledda agrariska striderna, i vilka han dock snarast synes ha velat intaga den medlande partens ställning, ådrog honom popularernas (folkpartiets) ovilja; och då han en morgon plötsligt fanns död i sin säng uttalades av många en aldrig bestyrkt och aldrig vederlagd misstanke, att han inte dött en naturlig död. Sannolikt mördades Scipio av demokraten Carbo.

### Fotnoter
1. ↑  Hildebrand, Hans; Hjärne, Harald; Pflugk-Harttung, Julius von. ”455 (Världshistoria / Forntiden)”. runeberg.org. https://runeberg.org/vrldhist/1/0475.html. Läst 11 juni 2021.